# Trn (botanika)

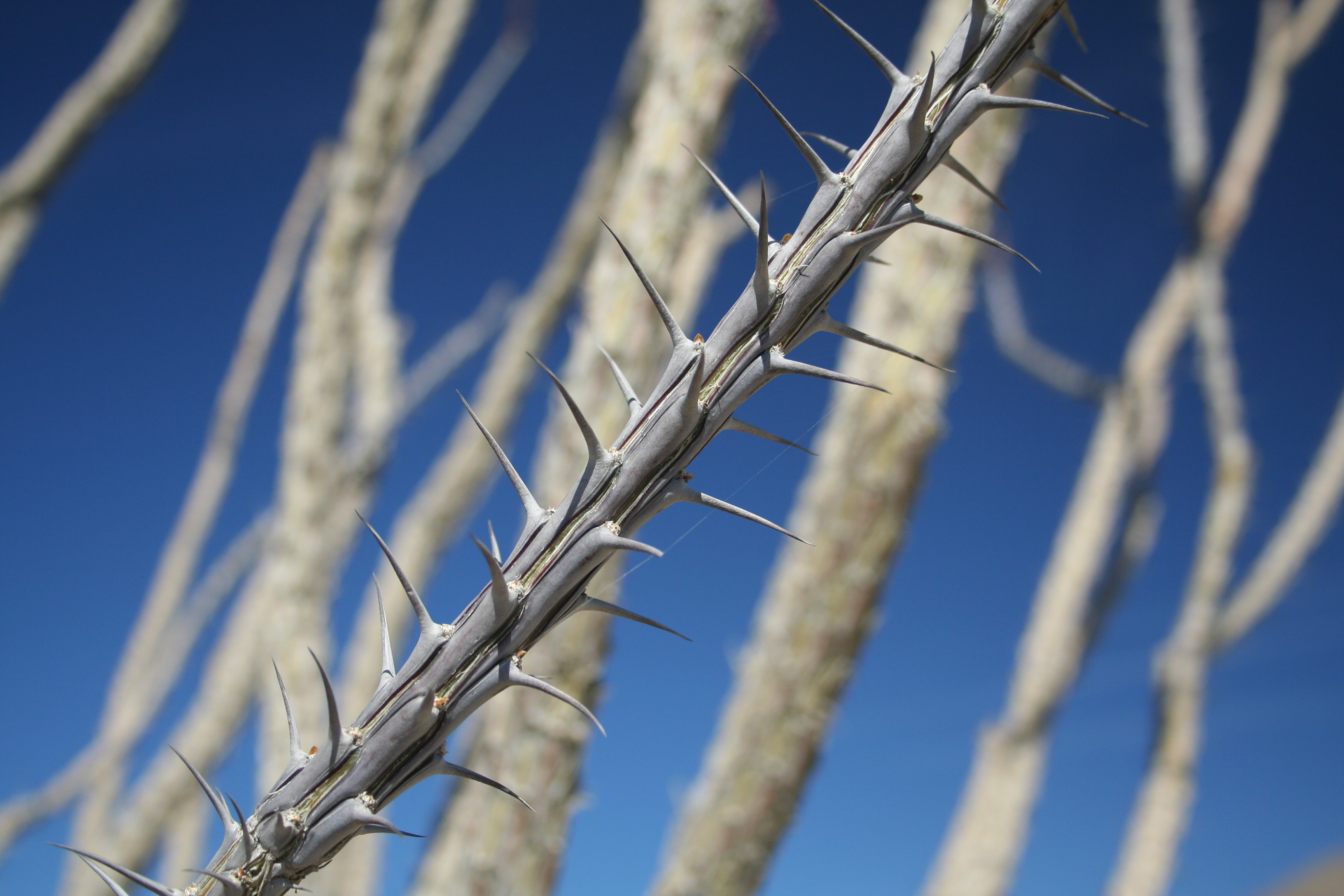
Kolce rostliny Ocotillo, vzniklé přeměnou stonku

Trnovité struktury – trny, ostny a kolce jsou části rostlin, které prošly metamorfózou. Vytvořily se z listů, palistů, stonků, kořenů a pupenů. Dle jejich původu rozlišujeme tři typy. Bývají tvrdé, pevné a především špičatě zakončené – ostré. Jejich ekologická podstata je především mechanická ochrana proti herbivorním živočichům. Mohou však také sloužit jako úkryt pro mravence; příkladem jsou trny akácie Acacia hindsii. Mravenci na oplátku chrání rostlinu proti drobným škůdcům. Další funkcí může být ochrana rostliny proti extrémním teplotám; příkladem jsou rostliny z čeledi kaktusovité (Cactaceae).

## Typy trnových struktur
Trnové útvary můžeme rozdělit dle toho, jestli obsahují cévní tkáň. Trny a kolce cévní svazky obsahují, zatímco ostny nikoli (to je také důvod, proč se z rostliny dají ostny odlomit). Trnové útvary se dělí především podle původu vzniku.

### Trn

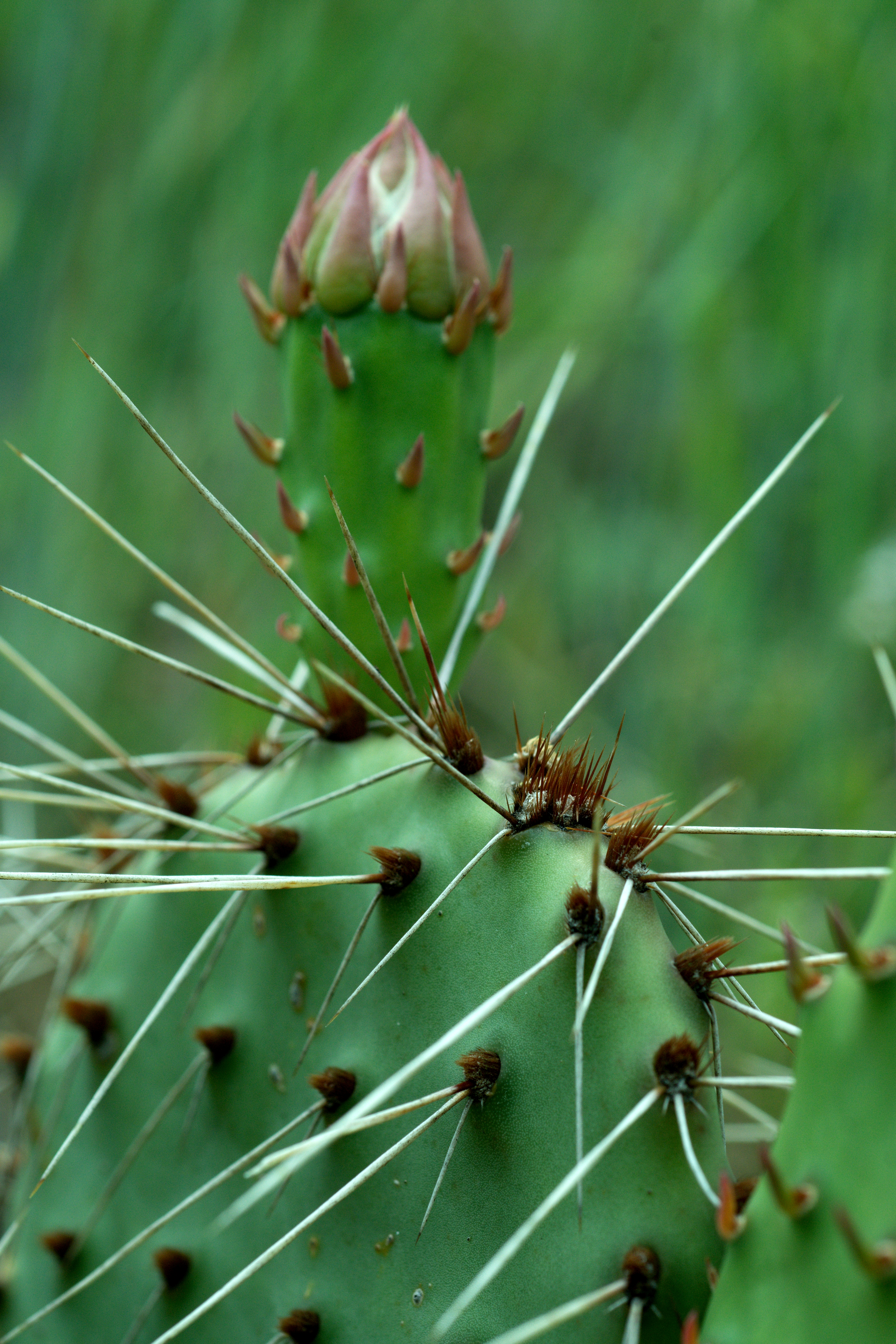
Dva typy trnů opuncie, která roste na hoře Lovoš v Českém středohoří

Trn vzniká přeměnou celých listů, okrajů listů – listových úkrojků nebo palistů. Evoluce vzniku trnu: z listů na brachyblastech, redukcí plochy listu až do podoby trnu.
Typickým představitelem trnů, které vznikly přeměnou celých listů na brachyblastech, jsou kaktusy (Cactaceae). Trny kaktusů mohou kromě ochrany před herbivory a před prudkým sluncem sloužit také k přichycení části rostliny na živočicha, a tedy šíření druhu na další lokalitu – vegetativní rozmnožování. U většiny kaktusů tvoří trny (kromě báze trnu) odumřelé buňky. Trny vyrůstají na areolách, což jsou brachyblasty vyrůstající v paždí podpůrného listu. Podpůrný list je v případě kaktusů podárium. To vytváří například klasické mamilly (bradavkovité útvary) u kaktusů rodu Mammilaria nebo také tvoří žebra vzniklá srůstem mamill u rodu Echinopsis. Dalším představitelem rostliny, u které vznikly trny z celého listu, je dřišťál obecný (Berberis vulgaris).
Z listových úkrojků vznikají trny u cesmíny ostrolisté (Ilex aquifolium).
Z palistů vznikají trny například u pryšce zářivého (Euphorbia milii).

### Osten
Ostny se nacházejí na okraji nebo na povrchu orgánů rostliny – jsou rozšířením kůry (borky) nebo pokožky. Jako jediné z trnových útvarů tedy neobsahují cévní svazek a lze je odlomit. Jako příklad lze uvést zástupce z čeledi růžovité (Rosaceae).

### Kolec
Brachyblast (kolcová větévka, kolec) je zkrácené internodium větve, a právě z nich jsou přeměněny kolce. Lze říci, že kolce jsou zkrácené větévky trnovitého vzhledu. Mohou být jednoduché nebo rozvětvené. Typickým představitelem rostliny s kolci je trnka obecná (Prunus spinosa).

## Galerie

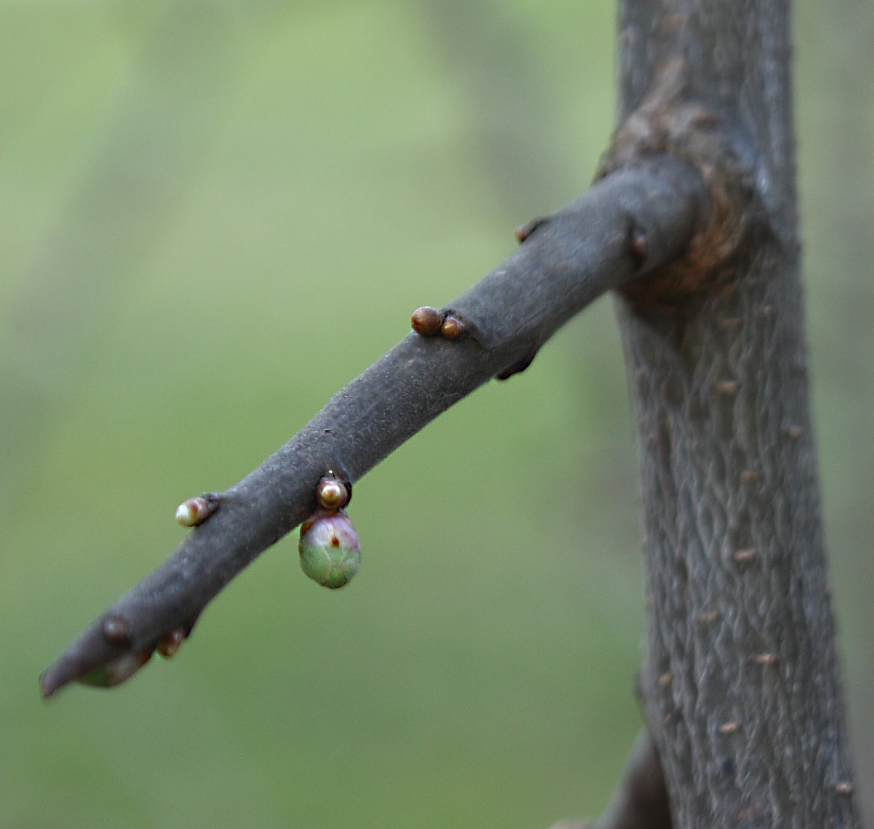
Kolcový trn trnky vzniká z celé větvičky
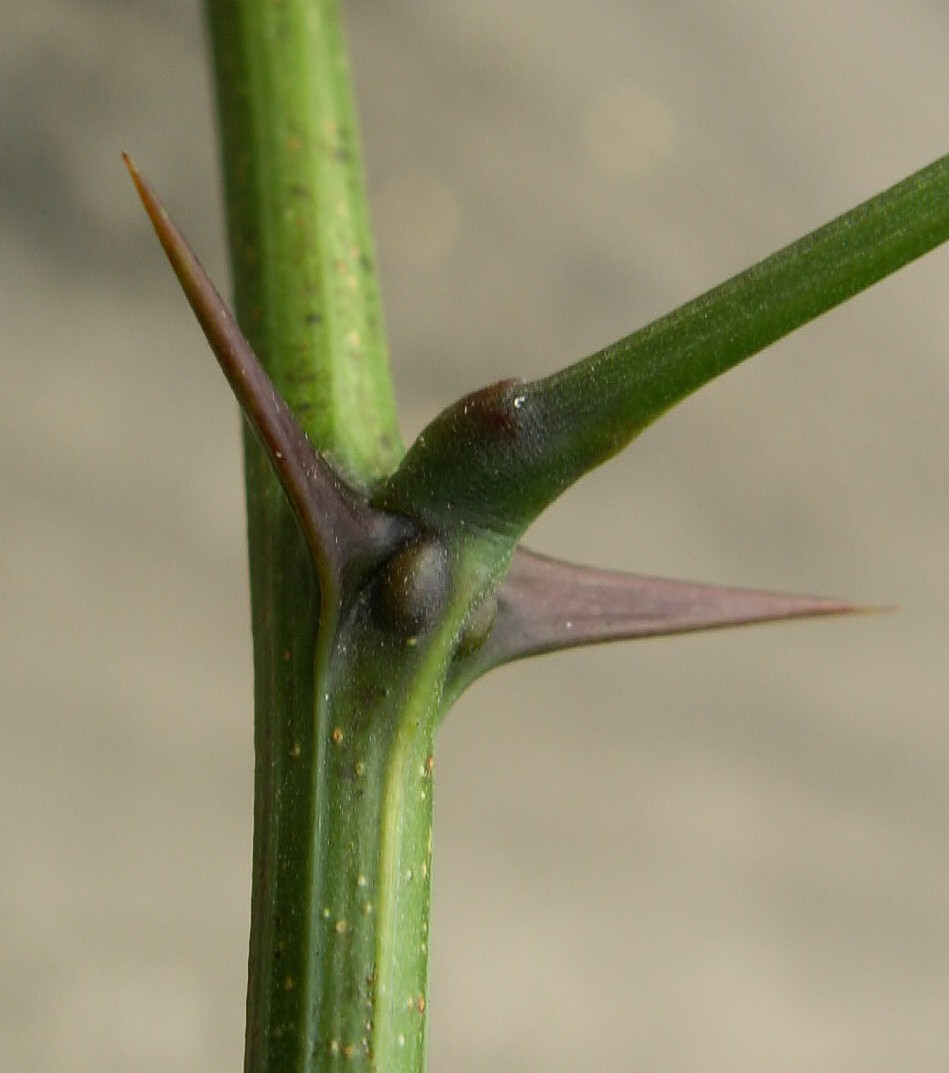
Párové trny akátu vznikají z palistů
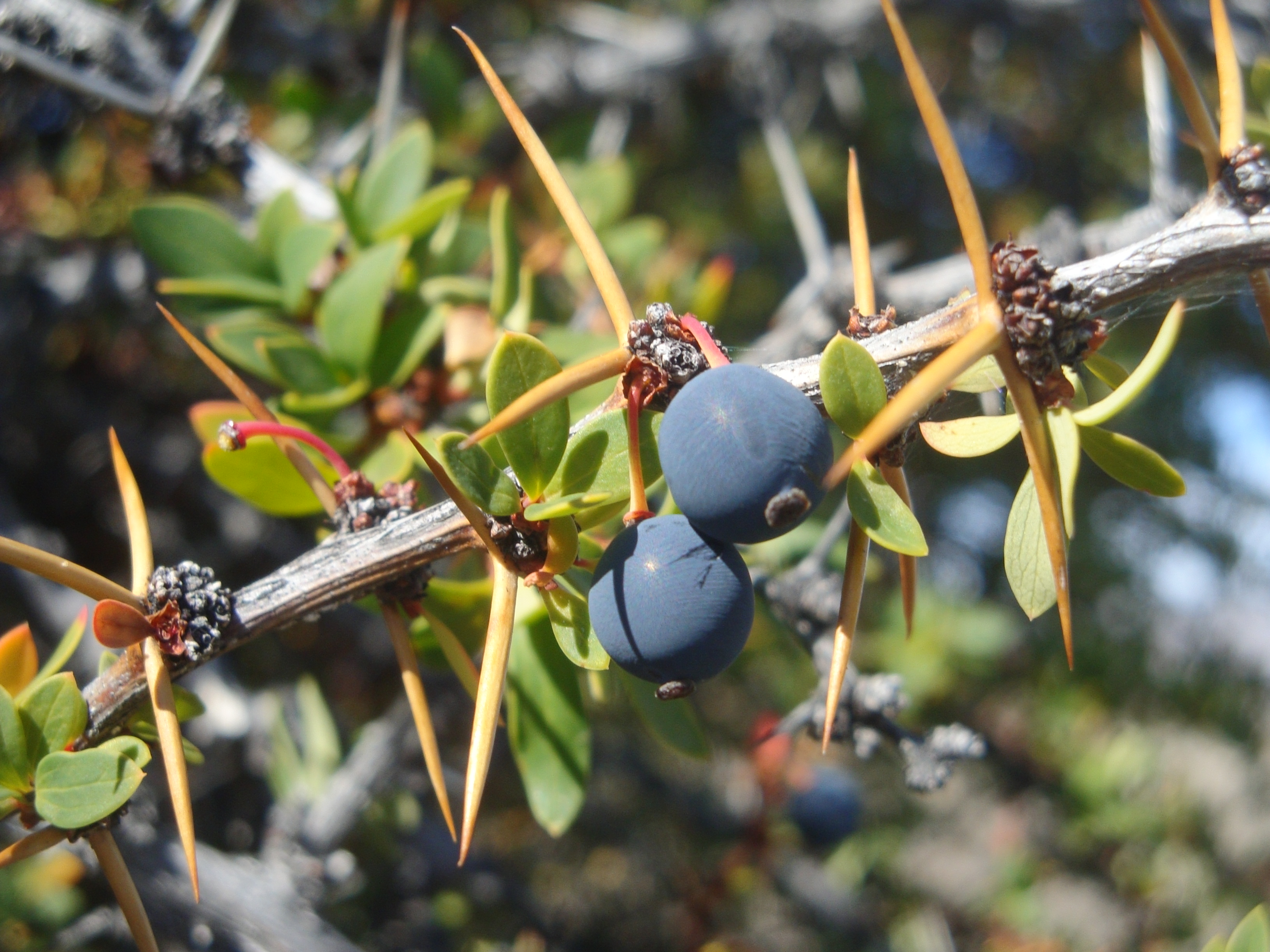
Trny dřišťálů vznikají z listů
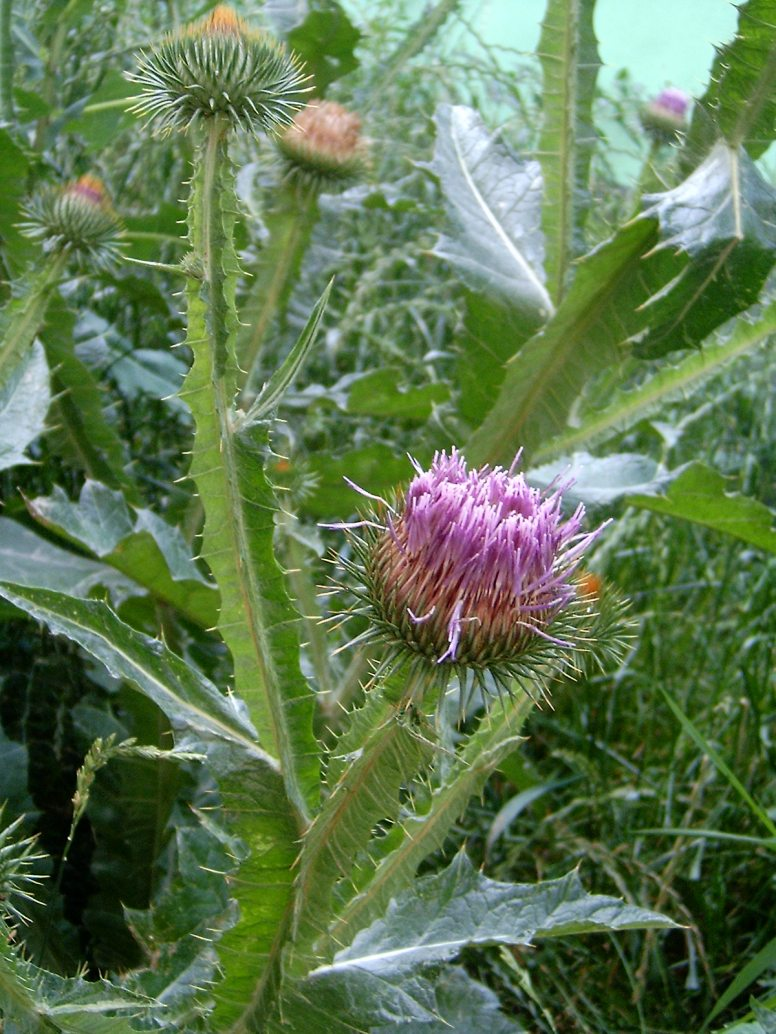
Trny bodláků jsou ostré pichlavé úkrojky listové čepele
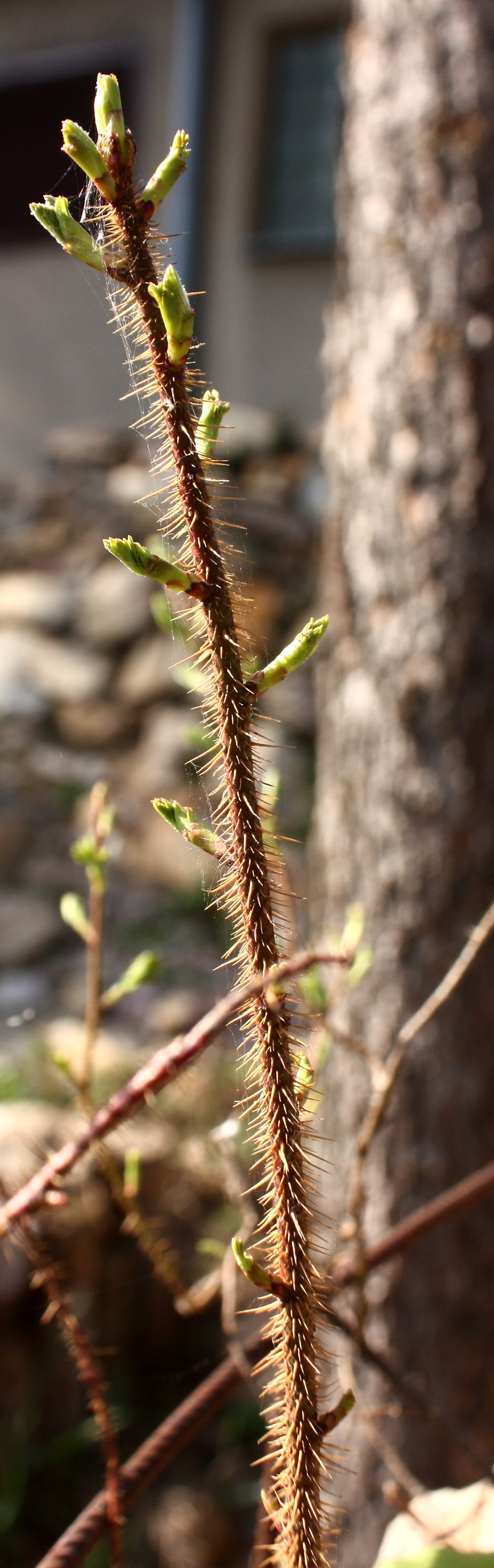
Z pletiva pod pokožkou vznikají ostny růží, ostružiníků nebo ostny na povrchu tobolek jírovce

## Zajímavosti
Akácie Acacia hindsii je myrmekofyt – spolupracuje s mravenci, kteří žijí „v dutinách tvořených »opuchlou« tkání, které se vytvářejí pod trny“. Mravenci rodu Pseudomyrmex získávají kromě úkrytu potravu (nektar a tělíska bohatá na tuky a proteiny) a rostlina získává ochránce. Mravenci jednak odrazují býložravce, jednak chrání akácii před mikrobiálními patogeny.